# Catedral mariamita de Damasco
La Catedral Mariamita de Damasco (en árabe: الكنيسة المريمية) es una de las más antiguas iglesiass griegas ortodoxas en Damasco, Siria. Es la sede de la Iglesia Griega Ortodoxa de Antioquía. El complejo de la iglesia se encuentra en la Calle Recta. 
La iglesia fue construida en el siglo II. Después de la conquista musulmana de Damasco, la iglesia fue cerrada hasta el 706 dC, cuando Al-Walid ordenó devolverla a los cristianos como compensación por la Iglesia de Juan el Bautista (convertida en la Mezquita de los Omeyas).